# 鶴友彦

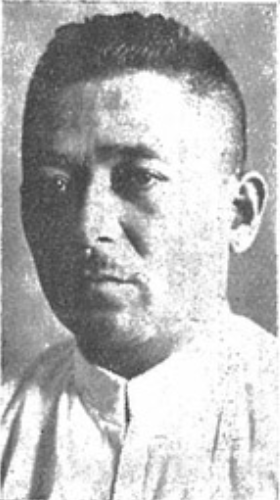
鶴友彦

鶴 友彦（つる ともひこ、1898年（明治31年）1月10日 - 1960年（昭和35年）9月1日)は、大正から昭和時代前期の台湾総督府官僚、海軍司政長官。

## 経歴・人物
鶴丈一郎の三男として大阪府大阪市に生まれる。第八高等学校を経て、東京帝国大学法学部政治学科に入学し、在学中の1922年（大正11年）11月に高等試験行政科に合格。1923年（大正12年）同大卒業と同時に台湾総督府殖産局農務課に奉職。
翌年12月、台南州警務局警務課長に転じ、1927年(昭和2年)台北州内務部勧業課長、1930年(昭和5年)同州地方課長、1931年(昭和6年)総督府交通局参事、逓信部庶務課長兼海事課長、1933年(昭和8年)総督府高等海員審判所審判官、1935年(昭和10年)台中州内務部長を経て、1936年(昭和11年)台南州内務部長に就任。ついで、1937年（昭和12年）3月に台南州地方米穀統制組合連合会創立と同時に同会副会長に就任し、1940年（昭和15年）7月に澎湖庁長を歴任し、1941年（昭和16年）6月、台湾茶輸移出統制株式会社長に就任し、官界を去る。
のち1943年（昭和18年）2月、海軍司政長官に就任した。

## 親族
- 祖父：四屋恒之（漢学者 太政官歴史課編修官、元老院書記官、文官普通試験委員、帝国大学・華族女学校・斯文学会講師）
- 祖母：四屋クラ（川田甕江(川田剛) 養妹）
- 伯父：松室致（検事総長、司法大臣、貴族院勅選議員、枢密顧問官、法政大学学長）[8]
- 伯母：松室コト（四屋恒之 長女、松室致の妻）[8]
- 父：鶴丈一郎（司法官 大審院判事）[9]
- 母：鶴テイ（四屋恒之 娘）[9]
- 弟：鶴為彦（台湾総督府官僚、陸軍司政官）[2]
- 従甥：磯野誠一（松室致 長女、松室千代の長男） 民法学者、東京教育大学文学部教授、神奈川大学教授[10]
- 従甥：安藤良雄（松室致 長女、松室千代の息子、安藤家養子）東京大学名誉教授、東京大学経済学部長、東京大学附属図書館長、成城大学経済学部長、成城大学学長、日本学術会議副会長、大学設置審議会会長、日本経済学会連合理事長[10]